# Dorcadion korbi
Dorcadion korbi är en skalbaggsart som beskrevs av Ludwig Ganglbauer 1884. Dorcadion korbi ingår i släktet Dorcadion och familjen långhorningar. Inga underarter finns listade i Catalogue of Life.